# Calisoga centronetha
Calisoga centronetha is een spinnensoort in de taxonomische indeling van de bruine klapdeurspinnen (Nemesiidae).
Calisoga centronetha werd in 1939 beschreven door Chamberlin & Ivie.